# 2013-as Formula–1 spanyol nagydíj
A spanyol nagydíj volt a 2013-as Formula–1 világbajnokság ötödik futama, amelyet 2013. május 10. és május 12. között rendeztek meg a spanyolországi Circuit de Catalunyán, Barcelonában.

## Szabadedzések

### Első szabadedzés
A spanyol nagydíj első szabadedzését május 10-én, pénteken délelőtt tartották.
| helyezés | versenyző           | csapat/motor         | elért idő  | különbség | futott kör |
| -------- | ------------------- | -------------------- | ---------- | --------- | ---------- |
| 1        | Fernando Alonso     | Ferrari              | 1:25,252   | -         | 20         |
| 2        | Felipe Massa        | Ferrari              | 1:25,455   | +0,203    | 20         |
| 3        | Jean-Éric Vergne    | Toro Rosso-Ferrari   | 1:25,667   | +0,415    | 25         |
| 4        | Romain Grosjean     | Lotus-Renault        | 1:26,042   | +0,790    | 21         |
| 5        | Adrian Sutil        | Force India-Mercedes | 1:26,212   | +0,960    | 24         |
| 6        | Lewis Hamilton      | Mercedes             | 1:26,374   | +1,122    | 19         |
| 7        | Valtteri Bottas     | Williams-Renault     | 1:26,456   | +1,204    | 20         |
| 8        | Kimi Räikkönen      | Lotus-Renault        | 1:26,614   | +1,362    | 21         |
| 9        | Nico Rosberg        | Mercedes             | 1:26,621   | +1,369    | 21         |
| 10       | Paul di Resta       | Force India-Mercedes | 1:26,755   | +1,503    | 16         |
| 11       | Daniel Ricciardo    | Toro Rosso-Ferrari   | 1:26,940   | +1,688    | 26         |
| 12       | Nico Hülkenberg     | Sauber-Ferrari       | 1:27,061   | +1,809    | 24         |
| 13       | Sergio Pérez        | McLaren-Mercedes     | 1:27,135   | +1,883    | 6          |
| 14       | Esteban Gutiérrez   | Sauber-Ferrari       | 1:27,250   | +1,998    | 26         |
| 15       | Pastor Maldonado    | Williams-Renault     | 1:27,576   | +2,324    | 24         |
| 16       | Heikki Kovalainen   | Caterham-Renault     | 1:28,373   | +3,121    | 14         |
| 17       | Giedo van der Garde | Caterham-Renault     | 1:28,600   | +3,348    | 19         |
| 18       | Jules Bianchi       | Marussia-Cosworth    | 1:28,887   | +3,635    | 14         |
| 19       | Sebastian Vettel    | Red Bull-Renault     | 1:29,457   | +4,205    | 11         |
| 20       | Mark Webber         | Red Bull-Renault     | 1:29,473   | +4,221    | 21         |
| 21       | Rodolfo González    | Marussia-Cosworth    | 1:30,314   | +5,062    | 13         |
| 22       | Jenson Button       | McLaren-Mercedes     | idő nélkül |           | 6          |

### Második szabadedzés
A spanyol nagydíj második szabadedzését május 10-én, pénteken délután tartották.
| helyezés | versenyző           | csapat/motor         | elért idő | különbség | futott kör |
| -------- | ------------------- | -------------------- | --------- | --------- | ---------- |
| 1        | Sebastian Vettel    | Red Bull-Renault     | 1:22,808  | -         | 34         |
| 2        | Fernando Alonso     | Ferrari              | 1:22,825  | +0,017    | 35         |
| 3        | Mark Webber         | Red Bull-Renault     | 1:22,891  | +0,083    | 36         |
| 4        | Kimi Räikkönen      | Lotus-Renault        | 1:23,030  | +0,222    | 32         |
| 5        | Felipe Massa        | Ferrari              | 1:23,110  | +0,302    | 37         |
| 6        | Lewis Hamilton      | Mercedes             | 1:23,140  | +0,332    | 35         |
| 7        | Nico Rosberg        | Mercedes             | 1:23,398  | +0,590    | 45         |
| 8        | Adrian Sutil        | Force India-Mercedes | 1:23,840  | +1,032    | 37         |
| 9        | Jean-Éric Vergne    | Toro Rosso-Ferrari   | 1:24,058  | +1,250    | 31         |
| 10       | Paul di Resta       | Force India-Mercedes | 1:24,104  | +1,296    | 25         |
| 11       | Daniel Ricciardo    | Toro Rosso-Ferrari   | 1:24,175  | +1,367    | 32         |
| 12       | Jenson Button       | McLaren-Mercedes     | 1:24,306  | +1,498    | 35         |
| 13       | Sergio Pérez        | McLaren-Mercedes     | 1:24,854  | +2,046    | 31         |
| 14       | Valtteri Bottas     | Williams-Renault     | 1:24,888  | +2,080    | 38         |
| 15       | Nico Hülkenberg     | Sauber-Ferrari       | 1:25,167  | +2,359    | 38         |
| 16       | Pastor Maldonado    | Williams-Renault     | 1:25,321  | +2,513    | 32         |
| 17       | Esteban Gutiérrez   | Sauber-Ferrari       | 1:25,441  | +2,633    | 37         |
| 18       | Romain Grosjean     | Lotus-Renault        | 1:25,851  | +3,043    | 36         |
| 19       | Giedo van der Garde | Caterham-Renault     | 1:25,963  | +3,155    | 30         |
| 20       | Jules Bianchi       | Marussia-Cosworth    | 1:26,078  | +3,270    | 31         |
| 21       | Charles Pic         | Caterham-Renault     | 1:26,930  | +4,122    | 35         |
| 22       | Max Chilton         | Marussia-Cosworth    | 1:26,970  | +4,162    | 26         |

### Harmadik szabadedzés
A spanyol nagydíj harmadik szabadedzését május 11-én, szombaton délelőtt tartották.
| helyezés | versenyző           | csapat/motor         | elért idő | különbség | futott kör |
| -------- | ------------------- | -------------------- | --------- | --------- | ---------- |
| 1        | Felipe Massa        | Ferrari              | 1:21,901  | -         | 13         |
| 2        | Kimi Räikkönen      | Lotus-Renault        | 1:21,907  | +0,006    | 14         |
| 3        | Mark Webber         | Red Bull-Renault     | 1:22,044  | +0,143    | 17         |
| 4        | Romain Grosjean     | Lotus-Renault        | 1:22,069  | +0,168    | 13         |
| 5        | Sebastian Vettel    | Red Bull-Renault     | 1:22,229  | +0,328    | 17         |
| 6        | Fernando Alonso     | Ferrari              | 1:22,254  | +0,353    | 15         |
| 7        | Paul di Resta       | Force India-Mercedes | 1:22,574  | +0,673    | 11         |
| 8        | Adrian Sutil        | Force India-Mercedes | 1:22,729  | +0,828    | 17         |
| 9        | Lewis Hamilton      | Mercedes             | 1:22,740  | +0,839    | 24         |
| 10       | Jean-Éric Vergne    | Toro Rosso-Ferrari   | 1:22,759  | +0,858    | 15         |
| 11       | Nico Rosberg        | Mercedes             | 1:22,839  | +0,938    | 26         |
| 12       | Jenson Button       | McLaren-Mercedes     | 1:23,151  | +1,250    | 13         |
| 13       | Esteban Gutiérrez   | Sauber-Ferrari       | 1:23,371  | +1,470    | 21         |
| 14       | Sergio Pérez        | McLaren-Mercedes     | 1:23,373  | +1,472    | 13         |
| 15       | Pastor Maldonado    | Williams-Renault     | 1:23,385  | +1,484    | 17         |
| 16       | Nico Hülkenberg     | Sauber-Ferrari       | 1:23,388  | +1,487    | 18         |
| 17       | Valtteri Bottas     | Williams-Renault     | 1:23,660  | +1,759    | 16         |
| 18       | Daniel Ricciardo    | Toro Rosso-Ferrari   | 1:23,767  | +1,866    | 17         |
| 19       | Charles Pic         | Caterham-Renault     | 1:24,775  | +2,874    | 18         |
| 20       | Jules Bianchi       | Marussia-Cosworth    | 1:24,793  | +2,892    | 16         |
| 21       | Max Chilton         | Marussia-Cosworth    | 1:25,135  | +3,234    | 16         |
| 22       | Giedo van der Garde | Caterham-Renault     | 1:25,250  | +3,349    | 18         |

## Időmérő edzés
A spanyol nagydíj időmérő edzését május 11-én szombaton futották.
| helyezés              | rajtszám | versenyző           | csapat/motor         | 1. rész  | 2. rész  | 3. rész  | rajthely |
| --------------------- | -------- | ------------------- | -------------------- | -------- | -------- | -------- | -------- |
| 1                     | 9        | Nico Rosberg        | Mercedes             | 1:21,913 | 1:21,776 | 1:20,718 | 1        |
| 2                     | 10       | Lewis Hamilton      | Mercedes             | 1:21,728 | 1:21,001 | 1:20,972 | 2        |
| 3                     | 1        | Sebastian Vettel    | Red Bull-Renault     | 1:22,158 | 1:21,602 | 1:21,054 | 3        |
| 4                     | 7        | Kimi Räikkönen      | Lotus-Renault        | 1:22,210 | 1:21,676 | 1:21,177 | 4        |
| 5                     | 3        | Fernando Alonso     | Ferrari              | 1:22,264 | 1:21,646 | 1:21,218 | 5        |
| 6                     | 2        | Felipe Massa        | Ferrari              | 1:22,492 | 1:21,978 | 1:21,219 | 9[1]     |
| 7                     | 8        | Romain Grosjean     | Lotus-Renault        | 1:22,613 | 1:21,998 | 1:21,308 | 6        |
| 8                     | 2        | Mark Webber         | Red Bull-Renault     | 1:22,342 | 1:21,718 | 1:21,570 | 7        |
| 9                     | 6        | Sergio Pérez        | McLaren-Mercedes     | 1:23,116 | 1:21,790 | 1:22,069 | 8        |
| 10                    | 15       | Paul di Resta       | Force India-Mercedes | 1:22,663 | 1:22,019 | 1:22,233 | 10       |
| 11                    | 19       | Daniel Ricciardo    | Toro Rosso-Ferrari   | 1:22,905 | 1:22,127 |          | 11       |
| 12                    | 18       | Jean-Éric Vergne    | Toro Rosso-Ferrari   | 1:22,775 | 1:22,166 |          | 12       |
| 13                    | 15       | Adrian Sutil        | Force India-Mercedes | 1:22,952 | 1:22,346 |          | 13       |
| 14                    | 5        | Jenson Button       | McLaren-Mercedes     | 1:23,166 | 1:22,355 |          | 14       |
| 15                    | 11       | Nico Hülkenberg     | Sauber-Ferrari       | 1:23,058 | 1:22,389 |          | 15       |
| 16                    | 12       | Esteban Gutiérrez   | Sauber-Ferrari       | 1:23,218 | 1:22,793 |          | 19[2]    |
| 17                    | 17       | Valtteri Bottas     | Williams-Renault     | 1:23,260 |          |          | 16       |
| 18                    | 16       | Pastor Maldonado    | Williams-Renault     | 1:23,318 |          |          | 17       |
| 19                    | 21       | Giedo van der Garde | Caterham-Renault     | 1:24,661 |          |          | 18       |
| 20                    | 22       | Jules Bianchi       | Marussia-Cosworth    | 1:24,713 |          |          | 20       |
| 21                    | 23       | Max Chilton         | Marussia-Cosworth    | 1:24,996 |          |          | 21       |
| 22                    | 20       | Charles Pic         | Caterham-Renault     | 1:25,070 |          |          | 22       |
| 107%-os idő: 1:27,448 |          |                     |                      |          |          |          |          |

Megjegyzés
- ↑ 1:  Felipe Massa 3 helyes rajtbüntetést kapott Mark Webber feltartásáért.[1]
- ↑ 2:  Esteban Gutiérrez 3 helyes rajtbüntetést kapott Kimi Räikkönen feltartásáért.[1]

## Futam
A spanyol nagydíj futama május 12-én, vasárnap rajtolt.
| helyezés | rajtszám | versenyző           | csapat/motor         | futott kör | idő/kiesés oka | rajthely | pont |
| -------- | -------- | ------------------- | -------------------- | ---------- | -------------- | -------- | ---- |
| 1        | 3        | Fernando Alonso     | Ferrari              | 66         | 1:39:16,596    | 5        | 25   |
| 2        | 7        | Kimi Räikkönen      | Lotus–Renault        | 66         | +9,338         | 4        | 18   |
| 3        | 4        | Felipe Massa        | Ferrari              | 66         | +26,049        | 9        | 15   |
| 4        | 1        | Sebastian Vettel    | Red Bull–Renault     | 66         | +38,273        | 3        | 12   |
| 5        | 2        | Mark Webber         | Red Bull–Renault     | 66         | +47,963        | 7        | 10   |
| 6        | 9        | Nico Rosberg        | Mercedes             | 66         | +1:08,020      | 1        | 8    |
| 7        | 14       | Paul di Resta       | Force India–Mercedes | 66         | +1:08,988      | 10       | 6    |
| 8        | 5        | Jenson Button       | McLaren–Mercedes     | 66         | +1:19,506      | 14       | 4    |
| 9        | 6        | Sergio Pérez        | McLaren–Mercedes     | 66         | +1:21,738      | 9        | 2    |
| 10       | 19       | Daniel Ricciardo    | Toro Rosso–Ferrari   | 65         | +1 kör         | 11       | 1    |
| 11       | 12       | Esteban Gutiérrez   | Suaber–Ferrari       | 65         | +1 kör         | 19       |      |
| 12       | 10       | Lewis Hamilton      | Mercedes             | 65         | +1 kör         | 2        |      |
| 13       | 15       | Adrian Sutil        | Force India–Mercedes | 65         | +1 kör         | 13       |      |
| 14       | 16       | Pastor Maldonado    | Williams–Renault     | 65         | +1 kör         | 17       |      |
| 15       | 11       | Nico Hülkenberg     | Suaber–Ferrari       | 65         | +1 kör         | 15       |      |
| 16       | 17       | Valtteri Bottas     | Williams–Renault     | 65         | +1 kör         | 16       |      |
| 17       | 20       | Charles Pic         | Caterham–Renault     | 65         | +1 kör         | 22       |      |
| 18       | 22       | Jules Bianchi       | Marussia–Cosworth    | 64         | +2 kör         | 20       |      |
| 19       | 23       | Max Chilton         | Marussia–Cosworth    | 64         | +2 kör         | 21       |      |
| ki       | 18       | Jean-Éric Vergne    | Toro Rosso–Ferrari   | 52         | felfüggesztés  | 12       |      |
| ki       | 21       | Giedo van der Garde | Caterham–Renault     | 21         | kerék          | 18       |      |
| ki       | 8        | Romain Grosjean     | Lotus–Renault        | 8          | felfüggesztés  | 6        |      |

## A világbajnokság állása a verseny után
| H   | Versenyzők       | Pont | H   | Konstruktőrök        | Pont |
| --- | ---------------- | ---- | --- | -------------------- | ---- |
| 1.  | Sebastian Vettel | 89   | 1.  | Red Bull-Renault     | 131  |
| 2.  | Kimi Räikkönen   | 85   | 2.  | Ferrari              | 117  |
| 3.  | Fernando Alonso  | 72   | 3.  | Lotus-Renault        | 111  |
| 4.  | Lewis Hamilton   | 50   | 4.  | Mercedes             | 72   |
| 5.  | Felipe Massa     | 45   | 5.  | Force India-Mercedes | 32   |
| 6.  | Mark Webber      | 42   | 6.  | McLaren-Mercedes     | 29   |
| 7.  | Romain Grosjean  | 26   | 7.  | Toro Rosso-Ferrari   | 8    |
| 8.  | Paul di Resta    | 26   | 8.  | Sauber-Ferrari       | 5    |
| 9.  | Nico Rosberg     | 22   | 9.  | Williams-Renault     | 0    |
| 10. | Jenson Button    | 17   | 10. | Marussia-Cosworth    | 0    |

(A teljes táblázat)

## Statisztikák
- Vezető helyen:
  - Nico Rosberg : 10 kör (1-10)
  - Esteban Gutiérrez : 2 kör (11-12)
  - Fernando Alonso : 48 kör (13-21 / 26-36 / 39-66)
  - Sebastian Vettel : 2 kör (22-23)
  - Kimi Räikkönen : 4 kör (24-25 / 37-38)
- Fernando Alonso 32. győzelme.
- Nico Rosberg 3. pole-pozíciója.
- A Ferrari 221. győzelme.
- Esteban Gutiérrez 1. leggyorsabb köre.
- Fernando Alonso 89., Kimi Räikkönen 73., Felipe Massa 36. dobogós helyezése.